# S1A-01
S1A-01は、川崎重工業製のガスタービンエンジンである。初めて商品化された純国産ガスタービンエンジンで、同社のガスタービン事業発展の原動力となった。

## 概要
市場調査をした結果、ボート用エンジンとしては競合する安価なガソリンエンジンに勝つことは難しい一方、非常用発電設備の潜在的な需要が見込まれた。そこで定常運転に適したガスタービンエンジンの特徴も加味して、非常用発電設備への進出を目指し、川崎重工業の試作エンジン KG72（2軸式）から1軸化したKG741の設計を始めていた。そのような中、大型デパートの大火災（千日デパート火災・大洋デパート火災）で多くの死傷者が出たことをふまえ、1974年7月に消防法が一部改正され、不特定多数が出入りする百貨店、旅館、病院などでは消防用設備などを設置・維持しなければならなくなった。後に規模が縮小されたが、当初は非常用自家発電設備だけで7000億円の需要が推定され、非常用ガスタービン発電設備への進出が決まった。
当時は国産品としては他社が製品が無かったので、同社の大槻幸雄はKG72だけでも通用すると想定したが、性能の良い新エンジンを開発すべきとの意見があり、他社から純国産品の市場進出の動きがみられなかったため、世界トップクラスを目指してS1A-01を開発することとした。なお、この商品名はSが1000馬力以下、Aは1軸式を意味する。
性能目標は、「性能（馬力/重量、燃料消費率）を世界最高」とし、「構造を簡単にし、コストを世界最低」とすることであった。これを達成するために、タービン入口温度950℃、圧力比8-10とし、遠心二段式の圧縮機形式を採用した。設計にあたっては、構造の単純化、軽量小形、高圧力比、高タービン入口温度の採用をする方針とした。本エンジンは、停電を感知して起動した後、20-25秒後には定格回転数に達するよう設計されている。また、起動時に約10%の抽気をして、サージングの発生を防ぐよう設計されている。
すでにKG72を開発してある程度の性能のガスタービンエンジンを開発していたが、世界市場で戦うため、マサチューセッツ工科大学近くにあるNorthern Research and Engineering Corporation（NREC）という研究会社の「遠心圧縮機および軸流タービン設計プログラム」を購入した。1974年3月7日から27日にかけて、NRECでプログラムの習得と操作練習を受けた。
世界一安価にするため、単車エンジンの価格を比較対象とすること、できるかぎり自動車・単車部品の流用をすること、航空エンジンの製造で実施しているような検査は初回のみとし、単車と同様にコンポーネントごとの検査を行わないこととした。コストダウンの重要性を認識して取り組んだ結果、開発経費は、性能試験用3台、発電装置用兼耐久試験用1台の計4台の作成、これに設計・研究員7名の技術用役費2,800万円を加え、計9,160万円と少額に抑えられている。
1975年12月には設計目標を概ね達成して開発し、1976年7月には日本内燃力発電設備協会より認可を受け、1976年内に販売を開始した。

## 受賞
純国産ガスタービンエンジンを用いた発電設備を初めて商品化したことが評価され、各種の賞を受賞している。
1977年には1977年度電設工業展で建設大臣賞、1978年4月には昭和52年度日本機械学会技術賞、1982年5月7日には「発電用300馬力級小型ガスタービンの開発」のテーマで日本ガスタービン学会技術賞を受賞した。また、2011年9月27日には、重要科学技術史資料（未来技術遺産）に登録されている。

## 時系列
1973年秋 - 設計開始
1974年9月 - 試作1号ガスタービンの運転開始
1975年5月 - ガスタービン250馬力を達成
1975年8月 - 低騒音パッケージ型の発電装置の試作や試験を実施
1975年12月 - 設計目標を概ね達成
1976年7月 - 日本内燃力発電設備協会より認可（カワサキPU200型ガスタービン発電設備）。新消防法に基づく型式認定を取得。
1976年 - カワサキPU200型ガスタービン発電設備の販売開始。
1977年1月 - ガスタービン総累積運転時間1,200時間を経過

## 諸元

### 1．S1A-01ガスタービン
データの出典（実績は1975年12月時点）

#### 仕様
- 型式：単純開放サイクル1軸

- 圧縮機：2段遠心
- 燃焼室：単筒缶形
- タービン：2段軸流
- 減速機：二段平行歯車式
- 燃料：灯油、軽油

#### 性能
| 要目                  | 設計値 | 実績   |
| --------------------- | ------ | ------ |
| 最大出力（hp）        | 300    | 300    |
| 連続出力（hp）        | 275    | 275    |
| 燃料消費率（g/hp・h） | 320    | 340    |
| タービン入口温度（℃） | 960    | 960    |
| 主軸回転数（rpm）     | 53,000 | 53,000 |
| 空気流量（kg/s）      | 1.40   | 1.49   |
| 圧力比                | 8.0    | 8.4    |

### 2．カワサキPU200型ガスタービン発電設備
データの出典

#### 仕様
- 定格：150 kW / 135 kW（出力連続）、170 kW / 150 kW（防災1時間）
- 定格力率：0.8遅れ
- 定格周波数：50 / 60 Hz
- 定格電圧：200 / 220 V
- 相数：三相3線 星形中性点非接地引出し
- 燃料消費率：530 kg / kW（150 kW出力時）
- 使用燃料：灯油または軽由、A重油
- 使用潤滑油：合成基油